# گاشربروم ۳
گاشربروم ۳ (به اردو: گاشر برم -3، به چینی ساده: 加舒尔布鲁木III峰، به چینی سنتی:加舒爾布魯木III峰، پین یین: Jiāshūěrbùlǔmù III Fēng) به ارتفاع ۷۹۵۲ متر، یکی از قله‌های تودهٔ گاشربروم در رشته‌کوه قره‌قوروم است که در بین دو قلهٔ دیگر این توده، گاشربروم ۲ و گاشربروم ۴، در مرز بین پاکستان و چین قرار دارد. این کوه که پانزدهمین کوه بلند جهان به‌طور مشترک با کوه گیاچونگ کانگ است تا سال ۱۹۷۴ به‌عنوان بلندترین قلهٔ فتح‌نشدهٔ جهان شناخته می‌شد. نخستین صعود به این کوه در سال ۱۹۷۵ توسط یک گروه کوهنوردی لهستانی شامل واندا روتکیویچ، الیسون چدویک-اونیشکیویچ، یانوش اونیشکیویچ و کریستف زیتوویکی صورت گرفت.